# 곰포테리움
곰포테리움(Gomphotherium)은 유라시아, 아프리카, 북아메리카의 신진기에서 발견된 멸종된 곰포테리움과 장비목 속이다. 곰포테리움은 가장 다양한 곰포테리움속으로, 12종 이상의 유효 종을 가지고 있다. 이 속은 아마도 측계통군 속일 것이다.

## 묘사

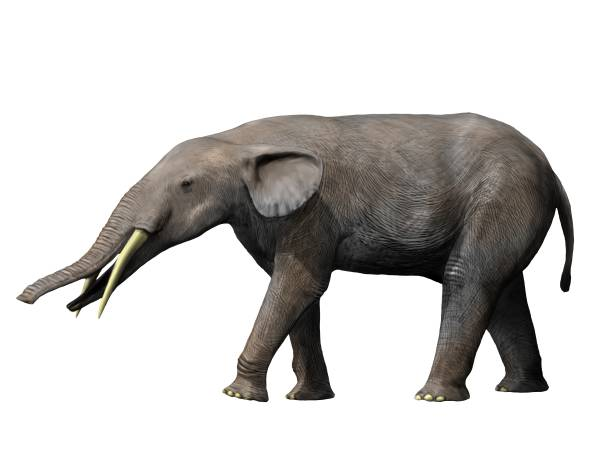
복원도

곰포테리움의 대부분 종은 아시아코끼리와 크기가 비슷했으며, 35세 수컷에게서 알려진 곰포테리움 프로둑툼(G. productum)의 키는 2.51m, 몸무게는 4.6t이다. 독일 뮐도르프에서 발견된 완전한 37세 수컷에게서 알려진 가장 큰 종인 곰포테리움 스테인헤이멘시스(G. steinheimense)는 키가 최대 3.17m, 몸무게는 6.7t에 달했다.
곰포테리움은 대부분의 코끼리양류와 마찬가지로 상아를 가진 길쭉한 아래턱을 가지고 있었다. 곰포테리움의 종들은 보존적인 어금니 형태로 정의되며, 여기에는 "삼각형 중간 어금니, 세 개에서 네 개의 엽을 가진 세 번째 어금니, 그리고 일반적으로 마모와 함께 삼엽형 무늬의 에나멜 고리를 형성하는 앞과 뒤의 부속 어금니를 가진 프리라이트 하프-로프가 포함된다(관의 후단에 부속 어금니가 없는 단순 어금니 치관)."

## 생태학
곰포테리움의 대부분 종은 연한 잎이나 혼합 사료로 추정되지만, 곰포테리움 스테인헤이멘시스(G. steinheimense) 표본은 방목자였던 것으로 추정된다. 오클라호마주 포트오브엔트리피트에서 발굴된 곰포테리움 프로둑툼(G. productum) 에나멜의 산소 및 탄소 동위원소는 주로 일 년 내내 C3 식물을 먹었다는 것을 보여준다.